# منتخب تونس تحت 20 سنة لكرة القدم للسيدات
منتخب تونس لكرة القدم للسيدات تحت 20 عاما هو ممثل تونس النسائي في المسابقات العالمية والقارية تحت 20 عاما

## السجل في كأس العالم
سنة 2010
- تونس 0-1 غانا
- غانا 2-0  تونس

## التشكيلة
- تونس  فرنسا آمال الماجري
- تونس  فرنسا آلاء الكعباشي
- تونس  فرنسا ليلى مقرون
- تونس ساناء المناعي
- تونس هدى العبيدي
- تونس سمية اليعقوبي
- تونس مريم بن ساسي
- تونس نسرين عزيزي
- تونس صابرين ماماي
- تونس سامية عوين
- تونس مروى التبيني
- | رجال  | - الأول - المحليين - الأولمبي - تحت 20 سنة - تحت 17 سنة - تحت 15 سنة - كرة القدم الخماسية - كرة القدم الشاطئية |
| سيدات | - الأول - تحت 20 سنة - تحت 17 سنة                                                                              |

| رجال  | - الرابطة المحترفة الأولى - الأبطال - الهدافين - الترتيب العام - المدربين الفائزين - الرابطة المحترفة الثانية - الرابطة الثالثة - الرابطة الرابعة - الرابطة الخامسة - الكرة الخماسية - الكرة الشاطئية |
| سيدات | - الرابطة المحترفة الأولى - الرابطة الثانية |

| رجال  | - كأس تونس - النهائيات - كأس السوبر - كأس الرابطة للهواة والبروموسبور - كأس الرابطة التونسية المحترفة - كأس الهادي شاكر - دورة حمدة العواني - كأس تونس لكرة القدم الخماسية |
| سيدات | - كأس تونس - كأس السوبر - كأس الرابطة التونسية للسيدات - كأس الاتحاد الوطني للمرأة                                                                                         |
| دولية | - كأس السابع من نوفمبر - دورة تونس للأمم الأربعة |